# Johan Swinnen (diplomaat)
Johan baron Swinnen (Neerpelt, 2 augustus 1946) is een Belgisch voormalig diplomaat.

## Levensloop
Johan Swinnen promoveerde tot doctor in de rechten en behaalde een licentiaat notariaat aan de Katholieke Universiteit Leuven. Hij studeerde ook internationaal recht aan het Institut de Hautes Études Internationales et du Développement in Genève. In 1973 werd hij assistent bij het Uitvoerend Secretariaat ter voorbereiding van de Conferentie voor Veiligheid en Samenwerking in Europa (Helsinki-akkoorden) in Genève en in 1975 ging hij aan de slag bij de juridische dienst van de Verenigde Naties.
In 1976 begon zijn diplomatieke carrière. Hij was achtereenvolgens op post in Barcelona, New York (bij de Verenigde Naties), Bujumbura, New York en Athene. Van 1988 tot 1990 was hij woordvoerder van Buitenlandse Zaken.
Van 1990 tot 1994 verbleef Swinnen als ambassadeur in Kigali. Hij was er op post tijdens de Rwandese genocide. Vervolgens werd hij diplomatiek adviseur van premier Jean-Luc Dehaene (CVP). Hierna was hij achtereenvolgens ambassadeur in Den Haag (1997-2002), Kinshasa (2004-2008) en Madrid (2009-2011). Tussendoor was hij van 2002 tot 2003 ambassadeur voor het buurlandenbeleid en directeur van de derde Internationale Conferentie over het Federalisme.
Na zijn pensioen zat hij onder meer de werkgroepen voor van de Interministeriële Conferentie die de samenwerkingsakkoorden tussen de federale en gefedereerde entiteiten inzake buitenlands beleid onderhandelen. Hij was ook lid van de Senaat van de KU Leuven, voorzitter van de Stichting Vocatio en adviseerde van 2016 tot 2018 koningin Mathilde bij haar VN-opdracht ter bevordering van de duurzameontwikkelingsdoelstellingen. Hij volgde in 2012 Willy Stevens op als voorzitter van de Vereniging voor Internationale Relaties (VIRA) en is voorzitter van het onderzoekscentrum IPIS (International Peace Information Service).

## Eerbetoon
In 2003 ontving Swinnen de VRG-Alumniprijs.
Samen met zijn echtgenote bekroonde Pax Christi hem als ambassadeur voor de vrede in 2016.
In 2014 werd Swinnen opgenomen in de erfelijke adel met de persoonlijke titel baron. Zijn wapenspreuk luidt Het toeval toelaten.